# Samuel Mendes da Costa
Samuel Mendes da Costa (Amsterdam, 27 juli 1862 – aldaar, 21 oktober 1943) was hoogleraar dermatologie en ook rector magnificus aan de Gemeente Universiteit van Amsterdam.
Hij werd geroemd om zijn scherpe klinische waarnemingsvermogen en was gewaardeerd als consulent collega. Hij schilderde niet onverdienstelijk en paste beeldende kunst ook toe in zijn professie.

## Biografie
Samuel Mendes da Costa werd als oudste van 3 kinderen geboren in een vooraanstaand Portugees-joods Amsterdams gezin aan de Prinsengracht. Hij had een broer, de bekende beeldhouwer Joseph Mendes da Costa.
Hij trouwde op 16 mei 1895 met Anna Pinedo (1870-1939). Het huwelijk bleef kinderloos.

### Carrière
Samuel Mendes da Costa studeerde geneeskunde in Amsterdam en legde op 11 mei 1889 het artsexamen af. Hij specialiseerde zich in de dermatologie en venereologie (huid- en geslachtsziekten). In 1896 was hij een van de grondleggers van de Nederlandse Vereniging voor Dermatologie (NVvD). In datzelfde jaar werd hij toegelaten als privaatdocent dermatologie en urologie aan de Gemeente Universiteit (GU) van Amsterdam. In 1898 werd hij benoemd tot buitengewoon hoogleraar huid- en geslachtsziekten en in 1919 tot gewoon hoogleraar. Een in 1925 door hem beschreven erfelijke huidaandoening draagt de naam Mendes da Costa syndroom.
In de periode 1920-1921 was hij rector magnificus van de GU. Bij zijn aftreden in 1928 als voorzitter van de NVvD, na een bestuurslidmaatschap dat meer dan drie decennia omspande, werd hij benoemd tot erelid. Ook door buitenlandse beroepsorganisaties werd hij geëerd. Mendes da Costa speelde tevens een prominente rol in de Nederlandsche Vereeniging ter Bestrijding der Melaatschheid. In 1931 ging hij met emeritaat. Vanwege zijn grote verdiensten werd hij benoemd tot ridder in de Orde van de Nederlandse Leeuw.

### Oorlogsjaren
Gezien zijn joodse afkomst zijn de laatste jaren van Mendes da Costa tot zijn overlijden in het derde oorlogsjaar niet de gemakkelijkste geweest. In 1939 was hij weduwnaar geworden. Portugese Joden werden aanvankelijk voor deportatie gespaard via de lijst van de Duitse jurist Calmeyer en de hoogleraar antropologie Arie de Froe. Daarnaast was er het Plan-Frederiks; "verdienstelijke Joodse Nederlanders" konden een uitzonderingspositie verkrijgen door plaatsing op de zogenaamde 'Barneveldlijst'. Mendes da Costa had voor een collega een aanbeveling geschreven om op deze lijst te komen. Zelf heeft hij daartoe geen verzoek gedaan; hij liet zich niet op zijn maatschappelijke positie voorstaan. De Barneveldlijst sloot in augustus 1943, ook andere ontsnappingsmogelijkheden aan de Jodenvervolging waren toen al vrijwel onmogelijk geworden. 
Op 21 oktober 1943 overleed Da Costa. Het zou in de lijn hebben gelegen dat hij, zoals zijn familieleden, begraven zou zijn op de Portugees-Israëlitische begraafplaats Beth Haim in Ouderkerk aan de Amstel. Zijn graf is echter te vinden op Zorgvlied, evenals dat van zijn in 1939 overleden echtgenote.

## Persoonlijk
Prof. Mendes da Costa werd geroemd om zijn scherpe klinische waarnemingsvermogen en was gewaardeerd als consulent collega. Met zijn bescheiden en kwetsbare natuur was hij niet altijd opgewassen tegen maatschappelijke veranderingen en eisen. Zijn afkomst uit een kunstzinnige familie verloochende hij niet. Hij schilderde niet onverdienstelijk en paste beeldende kunst ook toe in zijn professie.